# جمعية المؤرخين الشخصيين
كانت جمعية المؤرخين الشخصيين (APH) جمعية تجارية دولية غير هادفة للربح مخصصة لتطوير ودعم وتسويق أعمال الكتاب العاملين لحسابهم الخاص والشركات الصغيرة الذين يشاركون في إعداد الطباعة والفيديو والمذكرات المسموعة التي تسجل حياة الأفراد والأسر والمجتمعات. تشكلت في الولايات المتحدة في عام 1995، وكان لديها عضوية عالمية تزيد عن 650 في ذروتها، جمعية المؤرخين الشخصيي قبل اضمحلالها في مايو 2017، بسبب «القيود المالية واتجاهات العضوية».
كان بيان مهمة أي بّي إتش هو «دعم... أعضائها في تسجيل وحفظ ومشاركة قصص حياة الأشخاص والعائلات والمجتمعات والمنظمات حول العالم». وفقًا للمنظمة، فإن أعضائها «يساعدون الأشخاص الآخرين على إنشاء تاريخ شخصي، متضمنةً المذكرات، وفيديوهات الإشادة، والسير الذاتية الشخصية، والسير الذاتية لشخص آخر، وتاريخ الأسرة، وكتب الطبخ التراثية، وتاريخ المجتمع، وتاريخ الشركات والمؤسسات، والرسائل القديمة، والوصايا الأخلاقية».

## المفهوم
أسست كيتي أكسلسون بيري المنظمة في عام 1995. وفقًا لها، «لن يكتب المؤرخون الشخصيون كتابك ويعدلونه ويصممونه وفقًا لمواصفاتك فحسب، بل سيوضحون من البداية أن الكتب التي ينتجونها تهدف إلى أن تكون ميراث بدلًا من كونها الأكثر مبيعًا». على نحو متزايد، يستخدم العديد من المؤرخين الشخصيين الآن تنسيقات الفيديو والصيغ الرقمية. قال الصحفي كريس رايت: «غالبية العملاء عاديون بلا خجل، وهم يروون حكايات عادية بلا خجل».
يُسجل المؤرخون الشخصيون ويقدمون ذكريات العملاء والسير الذاتية بهيئة كتب و/أو بصيغ صوتية أو فيديو و/أو مواقع إلكترونية شخصية. يُقال إن الأسعار تختلف على نطاق واسع، اعتمادًا على الخدمات المقدمة في كل حالة. تُستخدم خدمات المؤرخين الشخصيين أيضًا في إعداد تاريخ الشركات والمؤسسات الأخرى، ومن قبل شركات إدارة الثروات للمساعدة على تحسين الروابط مع عملائها المحتملين. يقدم المؤرخون الشخصيون أيضًا مدخلات لمشاريع التاريخ الشفوي الممولة من القطاع العام.
وُصف المؤرخون الشخصيُّون بأنهم يتألفون من «الصحفيين والمعالجين النفسيين والأخصائيين الاجتماعيين والممرضات ومصوري الفيديو وعلماء الشيخوخة وأشخاص من مهن أخرى للمساعدة أو الكتابة»، وأنهم «مدرسون متقاعدون وصحفيون وأخصائيون في علم الأنساب ومعالجون...»، وبصفتهم «عاملين اجتماعيين وصحفيين وغيرهم من العاملين في مجال الاتصالات... متقاعدين يرغبون في الشروع في مهنة ثانية. ودار النشر...».
يُقال أن العمل التاريخي الشخصي ازدهر في الولايات المتحدة، بوصفه «صناعة منزلية متنامية للهواة والمهنيين الحريصين على الحفاظ على تجارب الأجيال الأكبر سنًا». بولا ستاهيل، رئيسة أي بّي إتش في ذلك الوقت، قالت في 2008: «نشهد زيادة في عدد الأشخاص الذين يرغبون في القيام بأعمال تأريخ شخصية وزيادة فيممارسين فرديين عدد كبار السن الذين يرغبون في التأكد من نقل قصصهم».
من المتوقع أن يلتزم جميع أعضاء أي بّي إتش بمدونة قواعد السلوك الخاصة بالمنظمة. يتلقى الممارسون غالبًا تدريبًا على مهارات، مثل تقنيات إجراء المقابلات والنشر المكتبي وإنتاج الفيديو و/أو الصوت، إضافةً إلى بعض المعرفة بطب الشيخوخة (هو تخصص يركز على الرعاية الصحية لكبار السن) أو التخصصات الأخرى.

## الحكم والحل
كان يحكم أي بّي إتش مجلس إدارة منتخب من المتطوعين بفترات متداخلة مدتها سنتان. عقدت المنظمة مؤتمرًا سنويًا لأعضائها.
أشار مجلس الإدارة لعام 2017 إلى انخفاض العضوية والاتجاه المتزايد نحو التواصل والتعاون عبر الإنترنت بمثابة أسباب للحل. في رسالة إلى الأعضاء، كتب مجلس الإدارة لعام 2017: «لقد حققت أي بّي إتش هدفها عدة مرات، الذي ذُكر في لوائحنا الداخلية. وكان النهوض بمهنة مساعدة الأفراد والمنظمات والمجتمعات على الحفاظ على تاريخهم وذكرياتهم وقصصهم الحياتية». ساعدت الجمعية على إطلاق أكثر من ألف شركة للتاريخ الشخصي، وأنتج أعضاؤها عدة آلاف من أعمال التاريخ الشخصي التي ستكون جزءًا من السجل التاريخي لعالمنا. تغادر APH المجال في وقت أصبح فيه إدراك أوسع لأهمية إنقاذ الأرواح ظهرت القصص وازدهرت، وهي معروفة على نطاق واسع، وجرى إيصالها من طريق عمل العديد من المنظمات ووسائل الإعلام الأخرى. وقد كان للجمعية دور مهم في تطوير تلك المحادثة. وكان أعضاؤنا، بوصفهم للتاريخ الشخصي، هم من حقق هذا بطرق لا حصر لها في مجتمعات لا حصر لها، ونحن نعلم أنك ستستمر في القيام بذلك».